# Bubión
Bubión est une commune de la communauté autonome d'Andalousie, dans la province de Grenade, en Espagne.

## Géographie
À 78 km de Grenade, entouré par Pampaneira, Capileira et La Taha, Bubión est situé à 27 km au Nord-Est de Motril la plus grande ville à proximité.
Située au cœur de l’Alpujarra, la municipalité de Bubión pend du ravin de Poqueira, qui descend du pic Veleta de la Sierra Nevada. Avec les villages voisins de Pampaneira et Capileira elle a été déclarée Ensemble Historique Artistique. Son architecture est le propre des villages berbères, paysage de rues en pente et demeures échelonnées avec des toits plats en ardoise, adaptées au profil escarpé du terrain. Le meilleur représentant du tourisme rural est la Villa Turística, logement construit par la Junta de Andalucía d’où les visiteurs peuvent commencer des routes à pied, à cheval ou tout-terrain. Son orientation vers la mer Méditerranée réussit, même en hiver, à adoucir ses températures. L’architecture mauresque, la tranquillité et pureté de son ambiance et un agréable climat méditerranéen ont fait de Bubión le refuge de ceux qui cherchent une façon alternative de vivre.
Le climat de la province est de type méditerranéen avec été chaud.

## Histoire
Les origines de Bubión remontent possiblement à l’époque des romains, puisqu’au XIXe siècle furent trouvés des restes d’enterrements de cette civilisation. Cependant, c’est avec les arabes qu’elle atteignit une plus grande importance. Depuis le XIIIe siècle ce village était à la tête de la Taha de Poqueira, qui embrassait les villages de Capileira, Bourga, et Bubión même, et le village disparut d’Alguastar. Pendant le soulèvement des mauresques, ses habitants se mirent du côté du chef militaire insurgé Fernando de Válor, ‘Abén Humeya’, mais ils furent battus par Jean d’Autriche. Les mauresques furent la plupart expulsés et le village fut repeuplé avec des colons d’autres provinces espagnoles.

## Administration
| Période                                  | Période | Identité | Étiquette | Qualité |
| ---------------------------------------- | ------- | -------- | --------- | ------- |
| N/A                                      | N/A     | N/A      | N/A       | Maire   |
| Les données manquantes sont à compléter. |         |          |           |         |

## Lieux et monuments
Église de la Virgen del Rosario